# Rossella Fiamingo
Rossella Fiamingo (* 14. Juli 1991 in Catania) ist eine italienische Degenfechterin. Sie wurde mehrfach Weltmeisterin.

## Erfolge
Rossella Fiamingo erfocht ihre ersten internationalen Erfolge mit der Mannschaft. In ihrer Geburtsstadt Catania gewann sie mit ihr Bronze bei der Weltmeisterschaft, eine weitere Bronzemedaille kam 2014 bei den Europameisterschaften in Straßburg hinzu. Bei den Weltmeisterschaften im selben Jahr in Kasan folgte eine dritte Bronzemedaille im Mannschaftswettbewerb. Im Einzel erreichte sie, nach Siegen im Viertelfinale gegen Irina Embrich und im Halbfinale gegen Jana Schemjakina, das Finale gegen Britta Heidemann, die sie mit 15:11 besiegte und damit Weltmeisterin wurde. 2015 wurde sie hinter Wioletta Kolobowa in Montreux Vizeeuropameisterin und belegte mit der Mannschaft erneut den dritten Rang. In Moskau verteidigte Fiamingo ihren Weltmeistertitel erfolgreich. 2019 holte sie mit der Mannschaft bei der Europameisterschaft in Düsseldorf erneut Bronze. 2022 wurde sie in Antalya sowohl im Einzel als auch mit der Mannschaft bei den Europameisterschaften Vizeeuropameisterin. Im selben Jahr belegte sie bei den Weltmeisterschaften in Kairo im Einzel Platz drei sowie mit der Mannschaft erneut Rang zwei.
Viermal nahm die Linkshänderin an Olympischen Spielen teil. 2012 belegte sie in London sowohl im Einzel- als auch im Mannschaftswettbewerb den siebten Rang. Vier Jahre darauf bei den Olympischen Spielen in Rio de Janeiro verlief der Einzelwettbewerb erfolgreicher für sie. Fiamingo erreichte das Gefecht um Gold, in welchem sie Emese Szász mit 13:15 unterlag. Bei den 2021 ausgetragenen Olympischen Spielen 2020 in Tokio gewann sie mit der Mannschaft die Bronzemedaille. Bei den Olympischen Spielen 2024 in Paris gewann sie mit der Mannschaft die Goldmedaille.
Fiamingo erhielt 2016 für ihren olympischen Medaillengewinn das Offizierskreuz des Verdienstordens der Italienischen Republik.